# Millepora nitida
Millepora nitida là một loài san hô trong họ Milleporidae. Loài này được Verrill mô tả khoa học năm 1868.